# دودلي باركر
دودلي باركر (بالإنجليزية: Dudley Parker)‏ هو منافس ألعاب قوى باهاماسي، ولد في 5 مايو 1962.

## وصلات خارجية
- دودلي باركر على موقع أوليمبيديا (الإنجليزية)